# Horvát bánság

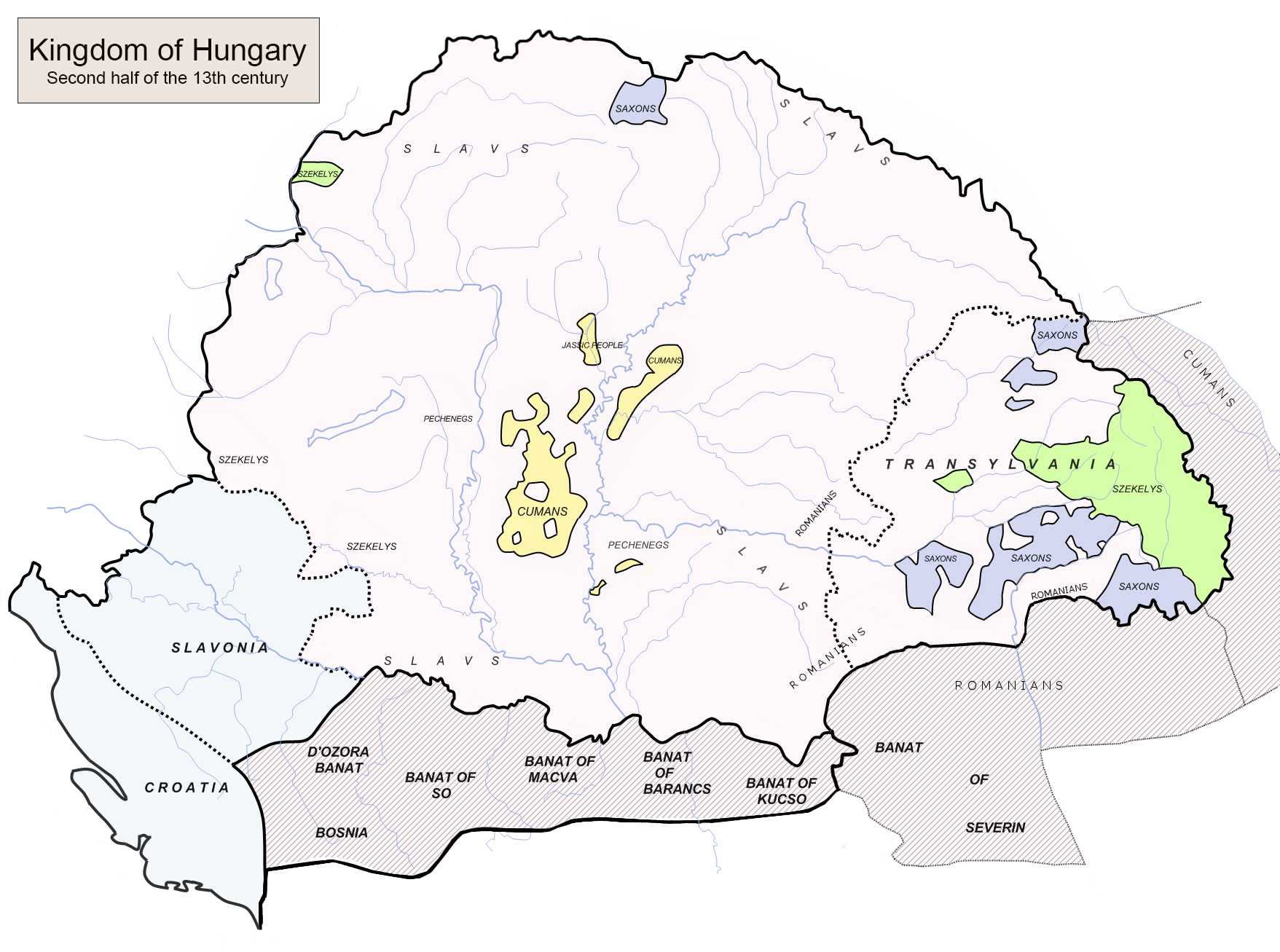
A Magyar Királyság autonóm tartományai

A horvát bánság a történelmi Horvátország területén, a Horvát Királyságnak a Magyar Királyság általi meghódítása révén a 11. század végén jött létre mint a Magyar királyság egyik tartománya. A másik megszervezett tartomány horvát területen a Szlavón bánság volt. Területe a Kapela hegységtől délnyugat felé az Adriai-tengerig terjedt. Nagymértékű belső önállóságot élvezett, a magyar király által kinevezett bán vagy herceg kormányozta a magyartól eltérő szokásjog alapján.

## Története
Dmitar Zvonimir horvát király 1089-ben bekövetkezett halála után az özvegy Ilona horvát királyné – I. László magyar király király húga – pártja jutott hatalomra, akik Lászlót akarták a horvát trónra emelni.
1091-es hadjárata során László király benyomult Horvátországba, de a koronát unokaöccsének, Álmos hercegnek engedte át, aki viszont 1095-ben kénytelen volt Horvátországot elhagyni. A horvát trónt Svačić Péter foglalta el, akit 1097-ben Kálmán magyar király legyőzött a Gvozd (Kapela) hegységben. A csatában Péter meghalt, a hegyet ezután róla nevezték el Petrova Gorának. Kálmán ezután elfoglalta Horvátországot és 1102-ben Tengerfehérvárott királlyá koronáztatta magát. Egy 13. századi forrás szerint Kálmán és a horvát nemzetségek megállapodása, az ún. pacta conventa révén került a horvát korona a magyar királyok fejére, de bebizonyosodott, hogy ez az egyezmény későbbi kreálmány, valójában hódítás történt.
Kálmán király 1105 körül megszervezte a báni méltóságot.
A magyar király jelentős engedményeket tett, ez részben a tényleges helyzet elismerését jelentette, miszerint a magyar ispánságoktól eltérően a horvát zsupákat a horvát királyok már korábban eladományozták a legerősebb horvát nemzetségeknek. Ország-, azaz tartománygyűléseket ezentúl nem tartottak, de a horvát nemesség előjogai megmaradtak. Önálló hadseregük volt, amely általában csak Horvátországban volt köteles hadakozni. A magyar királyt ezentúl az általa kinevezett bán vagy herceg képviselte, aki a horvát szokásjogra alapozva kormányozta Horvátországot.
A magyar–horvát államközösség a középkorban többször megszakadt vagy meggyengült. Velence 1115-ben elfoglalta Dalmáciát, valamint a horvát tengerpart egy részét, így Tengerfehérvárt és Sebenicót, amely városokat csak II. István magyar király tudott visszafoglalni 1124-ben, amikor is magát ezután horvát királlyá koronáztatta.
A III. István magyar király és I. Manuél bizánci császár közötti belgrádi egyezmény szerint István öccse, Béla herceg, a jövendő III. Béla Bizáncba került, s Horvátország, mint az ő öröksége, bizánci birtok lett. Magyar fennhatóság alá ismét III. Béla vette, már magyar királyként, amikor I. Mánuel meghalt. 1194-ben Béla idősebbik fiát, Imrét Horvátország és Dalmácia hercegévé tette. Ezután hol magyar királyi hercegek, hercegnők, hol magyar főúri családokból származó bánok kormányozták Horvátországot, időnként ők is hercegi címmel.
A bánok által képviselt központi hatalom Magyarországhoz hasonlóan szétesett a 13. század végén, Horvátország a Šubićok és a Frangepánok tartományuraságává vált. A Šubićok saját háborút vívtak a Kotromanićok ellen Bosznia megszerzéséért.
Ezután I. Károly magyar király állította vissza a korábban megszokott rendet, a hercegek vagy bánok általi kormányzást.

## A horvát zsupániák
A VII. Kónsztantinosz bizánci császár által említett 14 horvát zsupánia közül 10 fordul elő a magyar forrásokban. A zsupánia egy nemzetségfő uralma alatt álló terület volt, amit latinra comitatusként fordítottak. Magyarul ezért megyének is nevezik, sőt vezetőjét ispánnak is mondták, ennek ellenére szervezetét tekintve nem valóságos vármegye a szó magyar értelmében.
- Gecske (Gacka)
- Lika
- Bribir
- Cetin
- Vinodol
- Modrus (Modruš)
- Veglia (Krk)
- Kunig
- Luka
- Bužan